# Хийру
Хи́йру (нем. Huer), также мы́за Хю́йру (эст. Hüüru mõis) — мыза в уезде Харьюмаа, Эстония.
Согласно историческому административному делению относилась к Кегельскому приходу.

## История мызы
Мызу основали в 1560 году, когда её отделили от рыцарской мызы Харку. Позже в этом же месте на реке Вяэна была построена водяная мельница.
С 1827 года мыза принадлежала владельцу мызы Харку Константину Унгерн фон Штернбергу.
На военно-топографических картах Российской империи (1846–1863 годы), в состав которой входила Эстляндская губерния, мыза обозначена как Хiиру.
С 1892 года Хюйру стала побочной мызой рыцарской мызы Штрандгоф (Раннамыйза), владельцы которой Константин и Александер фон Веймарны жили на мызе Морраст.
Находится в 2 километрах к западу от Таллина.

## Главное здание
Главное здание мызы — одноэтажный дом с плоской крышей в стиле историзма — было перестроено из более раннего строения во второй половине XIX века. В его правом крыле сделана стильная пристройка в виде эркера. Здание перестроено и отреставрировано.

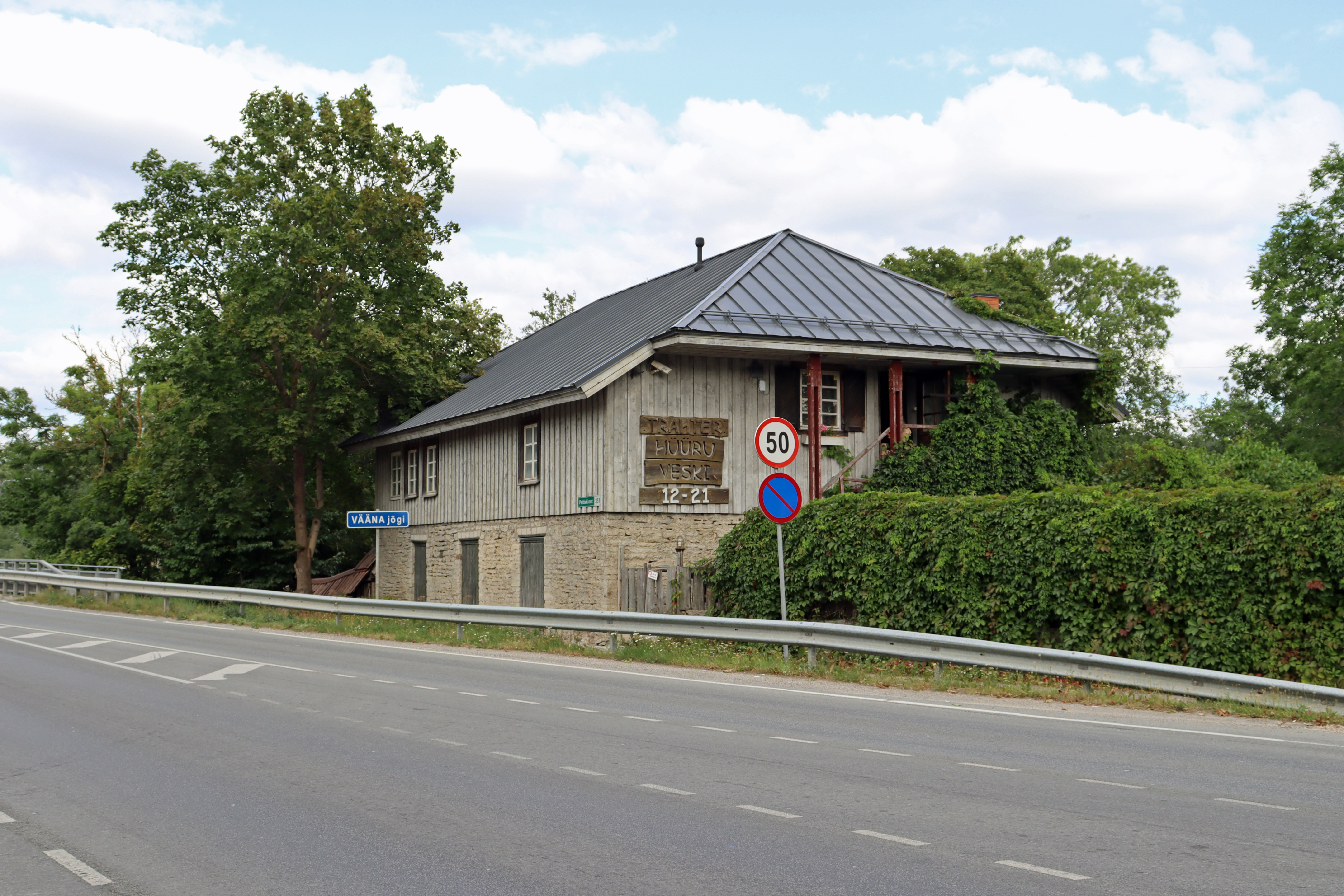
Водяная мельница мызы Хюйру — трактир «Хюйру Вески»

## Мызный комплекс
На другой стороне Кейлаского шоссе сохранились руины неоготической кузницы. Водяная мельница после реставрации была превращена в трактир. Остальные сохранившееся вспомогательные (хозяйственные) строения большей частью перестроены.
От каменного моста того времени остались только опоры, а современный мост через реку Вяэна располагается в нескольких десятках метров к югу от старого.